# Exochus aizankeanus
Exochus aizankeanus là một loài tò vò trong họ Ichneumonidae.